# アラブ・マグレブ連合

AMUの旗

アラブ・マグレブ連合（アラブ・マグレブれんごう、アラビア語: إتحاد المغرب العربي
、Arab Maghreb Union, AMU）は、北アフリカの通称、マグレブと呼ばれる5ヶ国が同じ歴史、文化を共有した背景から連帯、進歩、諸権利の保護を目的とし、1989年に創設された経済協力機構。本部はモロッコのラバト。
加盟国間における自由な人や物の移動など最終的には欧州共同体に似た地域共同体の設立を目標に掲げ、その前段階として加盟国間での関税及び非関税障壁撤廃による自由貿易地域化を提唱している。
この地域での単一通貨プロジェクトは技術的には実現可能な域まで到達しているが、2023年現在でも政治的には実現不可能な状況にある。.

## 加盟国
- アルジェリア
- リビア
- モーリタニア
- モロッコ
- チュニジア

加盟国

なお、モロッコの占領下にある  サハラ・アラブ民主共和国 は加盟していない。

## マラケシュ条約
マラケシュ条約とは、アラブ・マグレブ連合の設立を定めた条約。
1988年6月10日、アルジェリアのゼラルダに5カ国の首脳が集まり、アラブ・マグレブ連合の設立を合意。
1989年2月17日、モロッコのマラケシュにおいて調印された。